# Nekrolog 1707
Nekrolog
◄◄
| ◄
| 1703
| 1704
| 1705
| 1706
| 1707 | 1708 | 1709 | 1710 | 1711 | ► | ►►
Weitere Ereignisse | Allgemeiner Nekrolog 1707
Die Beschreibung der verstorbenen Person sollte so kurz wie möglich gehalten sein und nur deren signifikante Tätigkeit(en) enthalten.
Neue Namen ggf. auch unter dem Geburts- und Sterbedatum, also etwa unter 1. Januar und im Geburts- und Sterbejahr (2024) eintragen (nur bei entsprechender großer Wichtigkeit). Für Beispiele siehe die schon vorhandenen Artikel.
Außerdem über die fünf zuletzt Verstorbenen, zu denen es einen ausreichend guten Artikel für eine Präsentation auf der Hauptseite gibt, nach der todesbedingten Überarbeitung der Artikel ggf. auch unter Wikipedia Diskussion:Hauptseite informieren und sie am besten auch in den anderen Wikipedia-Sprachversionen eintragen. Tipp: Regelmäßig bei news.google.de nach „ist tot“, „gestorben“ oder „verstorben“ suchen.
Wenn eine Person gestorben ist, gibt es viele Seiten zu dieser Person in der Wikipedia, die davon auch betroffen sind und entsprechend aktualisiert werden müssen. Beispiele: Namenübersichtsseite, Geburtsjahr, Geburtsort-Seiten und viele mehr.
Wie finde ich die betroffenen Seiten?
Im Suchfeld auf der linken Seite gibt man den Suchbegriff so ein: „Vorname Nachname“. Dann klickt man auf Volltext und alle Seiten mit entsprechendem Suchtext werden aufgerufen. Hier sieht man dann schnell, wo auch das Todesjahr Sinn macht oder sogar ein Teil des Artikels angepasst werden muss. Auch hilft das „Werkzeug“ auf der linken Seite sehr gut, um solche Seiten aufzufinden: „Links auf diese Seite“. Somit ist die Wikipedia wieder aktuell in allen Bereichen! Hinweis: bei Eintragung der Kategorie „Gestorben JAHR“ wird der Missbrauchsfilter 49 ausgelöst, was jedoch nicht schlimm ist. Siehe: Spezial:Missbrauchsfilter/49
Dies ist eine Liste von im Jahr 1707 verstorbenen bekannten Persönlichkeiten. Die Einträge erfolgen innerhalb der einzelnen Daten alphabetisch sortiert. Tiere sind im Nekrolog für Tiere zu finden.

## Januar
| Tag        | Name                         | Beruf, bekannt als                                           | Alter | Beleg |
| ---------- | ---------------------------- | ------------------------------------------------------------ | ----- | ----- |
| 4. Januar  | Ludwig Wilhelm               | Markgraf von Baden-Baden                                     | 51    |       |
| 6. Januar  | Abraham Wenzel Löbel         | deutscher Bergmeister                                        | 75    |       |
| 9. Januar  | Kaspar Frizzoni              | Schweizer reformierter Pfarrer                               |       |       |
| 12. Januar | Saturnin Zaff                | Schweizer reformierter Geistlicher und Pädagoge              |       |       |
| 20. Januar | Leopold Karl von Kollonitsch | katholischer Erzbischof der Erzdiözese Gran und Kardinal     | 75    |       |
| 29. Januar | Otto Mencke                  | deutscher Gelehrter                                          | 62    |       |
| 30. Januar | Philibert de Gramont         | französischer Offizier, Hof- und Edelmann am Hof Ludwig XIV. |       |       |

## Februar
| Tag         | Name                            | Beruf, bekannt als                                                | Alter | Beleg |
| ----------- | ------------------------------- | ----------------------------------------------------------------- | ----- | ----- |
| 8. Februar  | Giuseppe Aldrovandini           | italienischer Komponist und Kapellmeister des Barock              | 35    |       |
| 8. Februar  | Johann Heinrich Starcke         | deutscher Mediziner                                               | 55    |       |
| 13. Februar | Thomas Schwanthaler             | bayerisch-österreichischer Holzschnitzer                          |       |       |
| 15. Februar | Anton Winckler                  | deutscher Jurist und Bürgermeister der Hansestadt Lübeck          | 69    |       |
| 16. Februar | Louis Cousin                    | französischer Historiker, Jurist und Übersetzer                   | 79    |       |
| 17. Februar | Adam Liebermann von Beust       | Geheimer Rat, Kammerrat, Amtshauptmann, Oberaufseher              | 52    |       |
| 22. Februar | Giacinto Calandrucci            | italienischer Maler des Barock                                    | 60    |       |
| 23. Februar | Peter Axen                      | schleswig-holsteinischer Jurist, Philologe, Humanist und Diplomat | 71    |       |
| 24. Februar | Friedrich Gottfried Glück       | Stadtphysikus in Güstrow                                          | 44    |       |
| Februar     | Marian Lendlmayr von Lendenfeld | salzburgischer Geistlicher                                        |       |       |
| Februar     | Otto Arnold Paykull             | deutschbaltischer Offizier und Feldherr in sächsischen Diensten   |       |       |

## März
| Tag      | Name                           | Beruf, bekannt als                                                                               | Alter | Beleg |
| -------- | ------------------------------ | ------------------------------------------------------------------------------------------------ | ----- | ----- |
| 3. März  | Aurangzeb                      | Großmogul von Indien (1658–1707)                                                                 | 88    |       |
| 6. März  | Adam Friedrich von Schönberg   | kurfürstlich-sächsischer Geheimer Rat und Kammerherr sowie Rittergutsbesitzer                    | 52    |       |
| 9. März  | Jean II. d’Estrées             | Marschall und Admiral von Frankreich                                                             |       |       |
| 20. März | Juliane Elisabeth von Waldeck  | Gräfin von Waldeck zu Eisenberg                                                                  | 69    |       |
| 21. März | Bonifatius von Buseck          | Propst in Michaelsberg, Johannesberg und Neuenberg                                               | 79    |       |
| 22. März | Petronella de la Court         | niederländische Kunstsammlerin                                                                   | 82    |       |
| 25. März | Carl Desiderius de Royer       | katholischer Priester und Schriftsteller                                                         |       |       |
| 28. März | Philipp Jakob Hartmann         | deutscher Mediziner, Historiker, Hochschullehrer und Mitglied der Gelehrtenakademie „Leopoldina“ | 59    |       |
| 30. März | Sébastien Le Prestre de Vauban | französischer General und Festungsbaumeister, Marschall von Frankreich                           |       |       |
| März     | Samuel Nethenus                | deutscher reformierter Theologe                                                                  | 78    |       |
| März     | Hans Georg von Petersdorff     | Landrat, Provisor im Kloster Dobbertin                                                           |       |       |

## April
| Tag       | Name                            | Beruf, bekannt als                                            | Alter | Beleg |
| --------- | ------------------------------- | ------------------------------------------------------------- | ----- | ----- |
| 1. April  | Takarai Kikaku                  | japanischer Dichter                                           | 45    |       |
| 2. April  | Gérard Edelinck                 | französischer Kupferstecher flämischer Herkunft               | 66    |       |
| 2. April  | Martin Chilian Stisser          | deutscher lutherischer Geistlicher                            | 71    |       |
| 6. April  | Willem van de Velde der Jüngere | holländischer Maler                                           |       |       |
| 8. April  | Maria Elisabeth Dietrich        | Äbtissin (1687–1707), Chronikschreiberin des Klosters Tänikon |       |       |
| 9. April  | Jean Gallois                    | französischer Gelehrter                                       | 74    |       |
| 10. April | Valentin Kühne                  | Holzbildschnitzermeister des Nordharzer Barock                | 50    |       |
| 20. April | Johann Christoph Denner         | deutscher Holzblasinstrumentenmacher                          | 51    |       |
| 24. April | Jean-Bernard de Pointis         | französischer Marineoffizier                                  | 61    |       |
| 27. April | Maria Franziska von Eptingen    | Äbtissin im Stift Olsberg                                     |       |       |
| 28. April | Christian                       | Herzog von Sachsen-Eisenberg                                  | 54    |       |
| 29. April | George Farquhar                 | irischer Dramatiker                                           |       |       |
| April     | Girolamo Sartorio               | italienischer Architekt                                       |       |       |

## Mai
| Tag     | Name                                                                   | Beruf, bekannt als                                                                                               | Alter | Beleg |
| ------- | ---------------------------------------------------------------------- | --- | ----- | ----- |
| 3. Mai  | Michiel de Swaen                                                       | niederländischsprachiger Autor Frankreichs                                                                       | 53    |       |
| 9. Mai  | Dieterich Buxtehude                                                    | dänisch-deutscher Organist und Komponist                                                                         |       |       |
| 9. Mai  | Johann Eisenhart                                                       | deutscher Rechtswissenschaftler                                                                                  | 63    |       |
| 16. Mai | Franz Eichfeld                                                         | deutscher lutherischer Theologe                                                                                  | 71    |       |
| 17. Mai | Karl Wilhelm von Hessen-Darmstadt                                      | Prinz von Hessen-Darmstadt und Obrist                                                                            | 13    |       |
| 17. Mai | Benjamin Raule                                                         | holländischer Reeder und kurbrandenburgischer Generalmarinedirektor                                              | 73    |       |
| 24. Mai | Henri Albert de La Grange d’Arquien                                    | französischer Aristokrat und Kardinal                                                                            | 93    |       |
| 27. Mai | Françoise-Athénaïs de Rochechouart de Mortemart, marquise de Montespan | Mätresse Ludwigs XIV.                                                                                            | 66    |       |
| 29. Mai | Samuel Bottschildt                                                     | deutscher Maler des Barock                                                                                       | 65    |       |
| 31. Mai | Uriel von Gemmingen                                                    | württemberg-neuenstädtischer Hofmeister, Direktor des Ritterkanton Kraichgau, Grundherr in Hochberg und Rappenau | 63    |       |

## Juni
| Tag      | Name                                                              | Beruf, bekannt als                                                                       | Alter | Beleg |
| -------- | ----------------------------------------------------------------- | ---------------------------------------------------------------------------------------- | ----- | ----- |
| 3. Juni  | Pieter de Graeff                                                  | Person aus dem Goldenen Zeitalter der Niederlande                                        | 68    |       |
| 4. Juni  | Christoph Cellarius                                               | deutscher Rhetoriker und Hochschullehrer                                                 | 68    |       |
| 8. Juni  | Muhammad Azam Shah                                                | Großmogul von Indien (1707)                                                              | 53    |       |
| 10. Juni | Johann Ernst III.                                                 | Herzog von Sachsen-Weimar                                                                | 42    |       |
| 11. Juni | Transisalanus Adolphus van Voorst tot Hagenvoorde van Bergentheim | niederländischer Edelmann, oranischer Höfling und Politiker                              | 55    |       |
| 14. Juni | Hieronymus Dathe                                                  | deutscher lutherischer Theologe                                                          | 40    |       |
| 15. Juni | Giorgio Baglivi                                                   | italienischer Mediziner                                                                  | 38    |       |
| 15. Juni | Antonio Verrio                                                    | italienischer Maler                                                                      |       |       |
| 23. Juni | John Mill                                                         | englischer Theologe                                                                      |       |       |
| 24. Juni | Kaspar von Stieler                                                | deutscher Gelehrter und Sprachwissenschaftler                                            | 74    |       |
| 27. Juni | Johann Zahn                                                       | deutscher Prämonstratenserchorherr, Philosoph, Optiker, Erfinder, Mathematiker und Autor | 66    |       |

## Juli
| Tag      | Name                               | Beruf, bekannt als                                                  | Alter | Beleg |
| -------- | ---------------------------------- | ------------------------------------------------------------------- | ----- | ----- |
| 6. Juli  | Pierre de Montenach                | Schweizer römisch-katholischer Geistlicher und Bischof von Lausanne | 74    |       |
| 12. Juli | Carl Leonhard Müller von der Lühne | schwedischer General                                                | 63    |       |
| 20. Juli | Korbinian von Prielmayr            | bayerischer Staatsmann                                              | 63    |       |
| 27. Juli | Joachim von Spreckelsen            | Hamburger Oberalter, Senator und Amtmann in Ritzebüttel             | 71    |       |
| 29. Juli | Reinhard von Gemmingen             | badisch-durlacher Geheimratspräsident und Obermarschall             | 61    |       |

## August
| Tag        | Name                                       | Beruf, bekannt als                                                             | Alter | Beleg |
| ---------- | ------------------------------------------ | ------------------------------------------------------------------------------ | ----- | ----- |
| 15. August | Johann Wilhelm von Sachsen-Gotha-Altenburg | Prinz von Sachsen-Gotha-Altenburg und kaiserlicher General                     | 29    |       |
| 17. August | Petter Dass                                | norwegischer Lyriker und Psalmendichter                                        |       |       |
| 18. August | William Cavendish, 1. Duke of Devonshire   | englischer Staatsmann                                                          | 67    |       |
| 20. August | Nicolas Gigault                            | französischer Organist und Komponist                                           |       |       |
| 28. August | Johann Jacob John                          | deutscher Orgelbauer                                                           |       |       |
| 30. August | Dettlof von Schwerin                       | General in niederländischen, hessen-kasselschen und mecklenburgischen Diensten | 57    |       |
| 31. August | Samuel Benedict Carpzov                    | deutscher Poet und lutherischer Theologe                                       | 60    |       |

## September
| Tag           | Name                                   | Beruf, bekannt als                               | Alter | Beleg |
| ------------- | -------------------------------------- | ------------------------------------------------ | ----- | ----- |
| 1. September  | Johann Alexander Christ                | sächsischer Jurist und Bürgermeister von Leipzig |       |       |
| 2. September  | François de Vicq                       | holländischer Patrizier, Verwalter und Politiker | 61    |       |
| 8. September  | Andreas David Carolus                  | deutscher lutherischer Theologe                  | 49    |       |
| 15. September | George Stepney                         | englischer Diplomat und Dichter                  |       |       |
| 18. September | Emericus Quincken                      | Abt des Klosters Grafschaft                      |       |       |
| 21. September | Johann Mauritz Gröninger               | deutscher Bildhauer                              |       |       |
| 22. September | Johannes Georgi                        | deutscher Lehrer                                 | 75    |       |
| 28. September | Johannes Eustache Egolf von Westernach | Weihbischof von Konstanz                         | 57    |       |
| 30. September | Georg Pasch                            | deutscher Logiker und evangelischer Theologe     | 46    |       |

## Oktober
| Tag         | Name                       | Beruf, bekannt als                                                            | Alter | Beleg |
| ----------- | -------------------------- | ----------------------------------------------------------------------------- | ----- | ----- |
| 1. Oktober  | David von der Marwitz      | preußischer Generalmajor                                                      |       |       |
| 1. Oktober  | Friedrich von Winterfeld   | königlich dänischer Generalmajor und Chef des Oldenburger Kürassier-Regiments |       |       |
| 4. Oktober  | Nikolaus von Below         | königlich preußischer Generalmajor und Kommandant der Zitadelle Spandau       | 58    |       |
| 5. Oktober  | Daniel Speer               | deutscher Komponist und Schriftsteller                                        |       |       |
| 6. Oktober  | Johann Rhetz               | deutscher Jurist                                                              |       |       |
| 11. Oktober | Johann Reinhold von Patkul | livländischer und sächsischer Staatsmann                                      | 47    |       |
| 12. Oktober | Sigmund Christian Gmelin   | deutscher evangelischer Theologe                                              | 28    |       |
| 20. Oktober | Otto Ernst von Rappe       | kurländisch-polnischer General                                                |       |       |
| 22. Oktober | Cloudesley Shovell         | englischer Admiral                                                            |       |       |
| 23. Oktober | Martin Grünberg            | deutscher Baumeister                                                          |       |       |
| 25. Oktober | Günter Heyler              | Generalsuperintendent                                                         | 62    |       |
| 27. Oktober | Rudolph                    | Graf zu Lippe-Brake                                                           | 43    |       |
| 29. Oktober | Maria Clara Eimmart        | Nürnberger Astronomin                                                         | 31    |       |

## November
| Tag          | Name                     | Beruf, bekannt als                                          | Alter | Beleg |
| ------------ | ------------------------ | ----------------------------------------------------------- | ----- | ----- |
| 5. November  | Denis Dodart             | französischer Arzt und Botaniker                            |       |       |
| 10. November | Joseph I.                | Patriarch der Chaldäisch-Katholischen Kirche                |       |       |
| 10. November | Johann Samuel Magnus     | deutscher evangelischer geistlicher Dichter und Historiker  | 29    |       |
| 17. November | Wilhelm Ernst Tentzel    | deutscher Polyhistor, Numismatiker, Archivar, Historiograph | 48    |       |
| 23. November | Theodor Christian Raumer | deutscher Theologe und Rektor des Francisceums              | 63    |       |
| 26. November | Leonhard Dientzenhofer   | deutscher Baumeister des Barock                             | 47    |       |
| 27. November | Fitz-John Winthrop       | amerikanischer Kolonialgouverneur                           | 69    |       |
| 28. November | Johann Joachim Zentgraf  | deutscher lutherischer Theologe, Professor                  | 64    |       |

## Dezember
| Tag          | Name                                | Beruf, bekannt als | Alter | Beleg |
| ------------ | ----------------------------------- | --- | ----- | ----- |
| 1. Dezember  | Jeremiah Clarke                     | englischer Komponist und Organist des Barock |       |       |
| 5. Dezember  | Franz von Nesselrode-Reichenstein   | Diplomat und Geheimrat | 72    |       |
| 12. Dezember | Lodovico Ottavio Burnacini          | italienischer Architekt, Grafiker, Bühnen- und Kostümbildner                                                                                      |       |       |
| 19. Dezember | Jean-Baptiste de Sade               | französischer Adliger aus dem Hause Sade | 74    |       |
| 22. Dezember | Paolo Casati                        | italienischer Jesuit und Mathematiker | 90    |       |
| 24. Dezember | Charlotte von Liegnitz-Brieg-Wohlau | letzter weiblicher Nachkomme der Schlesischen Piasten, Herzogin von Liegnitz, Brieg und Wohlau sowie von Schleswig-Holstein-Sonderburg-Wiesenburg | 55    |       |
| 24. Dezember | Noël Coypel                         | französischer Maler | 78    |       |
| 24. Dezember | Gottlob Friedrich Seligmann         | deutscher lutherischer Theologe | 53    |       |
| 27. Dezember | Jean Mabillon                       | Begründer der Historischen Hilfswissenschaften | 75    |       |
| Dezember     | Johann Erhard Ludwig von Geyso      | kurbrandenburgischer Generalmajor und Kommandeur der Berliner und Preußischen Leibgarde                                                           | 83    |       |

## Datum unbekannt
| Tag | Name                                   | Beruf, bekannt als                                                          | Alter | Beleg |
| --- | -------------------------------------- | --------------------------------------------------------------------------- | ----- | ----- |
|     | Julie d’Aubigny                        | französische Schwertkämpferin und Opernsängerin                             |       |       |
|     | Daniel Bernhardi                       | deutscher evangelischer Theologe                                            |       |       |
|     | Eggert Detlev von Bernstorff           | königlich dänischer Generalmajor, Chef des Oldenburgischen Reiterregiments  |       |       |
|     | Hendrik Dubbels                        | niederländischer Marinemaler                                                |       |       |
|     | Gaspard le Roux                        | französischer Cembalist und Komponist des Barock                            |       |       |
|     | Gottfried Liebernickel                 | deutscher Buchhändler und Verleger                                          |       |       |
|     | Eliland Öttl                           | Abt von Benediktbeuern                                                      |       |       |
|     | Georg Raddäus                          | deutscher Kantor und Kapellmeister in Königsberg                            |       |       |
|     | Pierre-Sylvain Régis                   | französischer Philosoph                                                     |       |       |
|     | Jean-Vincent d’Abbadie de Saint-Castin | Offizier und Häuptling der Penobscot                                        |       |       |
|     | Johann Heinrich Schwartz               | deutscher Maler                                                             |       |       |
|     | Shi Tao                                | chinesischer Maler                                                          |       |       |
|     | Paul Trappaud                          | königlich dänischer Oberst und Chef des Oldenburgischen Kürassier-Regiments |       |       |
|     | Ehmedê Xanî                            | kurdischer Schriftsteller und Poet                                          |       |       |
|     | Pierre Yvon                            | französischer Prediger                                                      |       |       |